# Mistrovství Evropy Formule 2
Mistrovství Evropy Formule 2, oficiálně European Formula Two Championship byla závodní série vozů Formule 2, která se konala v letech 1967 až 1984. Závody se konaly napříč Evropou a byly určeny jak jezdcům, kteří se chtěli v budoucnu zúčastnit Formule 1, tak i současným jezdcům Formule 1, kteří chtěli trénovat. Série byla schválena Mezinárodní automobilovou federací.
Aby se zabránilo tomu, že sérii budou ovládat jezdci Formule 1, byl zaveden klasifikační systém, kde úspěšní jezdci Formule 1 a nedávní šampióni Formule 2 nemohli získat body v šampionátu, pokud soutěžili v Mistrovství Evropy Formule 2.
Ke konci série se počet účastníků snížil a klesající zájem znamenal, že po sezóně 1984 byla nahrazena třídou Formule 3000.

## Šampioni
| Sezóna | Jezdec                | Tým                     | Auto                  |
| ------ | --------------------- | ----------------------- | --------------------- |
| 1967   | Jacky Ickx            | Tyrrell                 | Matra-Ford Cosworth   |
| 1968   | Jean-Pierre Beltoise  | Matra Sports            | Matra-Ford Cosworth   |
| 1969   | Johnny Servoz-Gavin   | Matra International     | Matra-Ford Cosworth   |
| 1970   | Clay Regazzoni        | Tecno Racing Team       | Tecno-Ford Cosworth   |
| 1971   | Ronnie Peterson       | March Engineering       | March-Ford Cosworth   |
| 1972   | Mike Hailwood         | Team Surtees            | Surtees-Ford Cosworth |
| 1973   | Jean-Pierre Jarier    | March Engineering       | March-BMW             |
| 1974   | Patrick Depailler     | March Engineering       | March-BMW             |
| 1975   | Jacques Laffite       | Ecurie Elf              | Martini-BMW           |
| 1976   | Jean-Pierre Jabouille | Equipe Elf              | Elf 2J-Renault        |
| 1977   | René Arnoux           | Ecurie Renault Elf      | Martini-Renault       |
| 1978   | Bruno Giacomelli      | Polifac BMW Junior Team | March-BMW             |
| 1979   | Marc Surer            | Polifac BMW Junior Team | March-BMW             |
| 1980   | Brian Henton          | Toleman Group           | Toleman-Hart          |
| 1981   | Geoff Lees            | Ralt Racing Ltd.        | Ralt-Honda            |
| 1982   | Corrado Fabi          | March Racing Ltd.       | March-BMW             |
| 1983   | Jonathan Palmer       | Ralt Racing Ltd.        | Ralt-Honda            |
| 1984   | Mike Thackwell        | Ralt Racing Ltd.        | Ralt-Honda            |